# Морено, Алехандро
Алеха́ндро Энри́ке Море́но Рие́ра (исп. Alejandro Enrique Moreno Riera; род. 8 июля 1979, Баркисимето, Лара, Венесуэла) — венесуэльский футболист, выступавший на позиции нападающего. В настоящее время — футбольный комментатор.

## Биография

### Ранние годы
Морено впервые приехал в США в возрасте 12 лет и прожил один год в Далласе, после чего вернулся в Венесуэлу, но проводил в Далласе каждое лето до поступления в ВУЗ.
В 1998—2001 годах Морено обучался в Университете Северной Каролины в Гринсборо и играл за университетскую футбольную команду в Национальной ассоциации студенческого спорта.

### Клубная карьера
10 февраля 2002 года на Супердрафте MLS Морено был выбран в третьем раунде под общим 27-м номером клубом «Лос-Анджелес Гэлакси». Клуб подписал с ним контракт 22 марта 2002 года, включив в состав как молодого игрока. Его профессиональный дебют состоялся 20 апреля 2002 года в матче против «Даллас Бёрн», в котором он вышел на замену на 83-й минуте вместо Брайана Маллана. Свой первый гол в профессиональной карьере забил 17 июля 2002 года в матче Открытого кубка США против клуба Эй-лиги «Миннесота Тандер». 4 июля 2003 года в матче против «Нью-Инглэнд Революшн» забил свой первый гол в MLS. 19 мая 2004 года в матче против «Ди Си Юнайтед» оформил хет-трик за восемь минут, за что был назван игроком недели в MLS. Всего в мае 2004 года забил пять голов и отдал две голевые передачи в шести матчах «Гэлакси», за что был назван игроком месяца в MLS. В августе 2004 года Морено получил грин-карту и в MLS перестал считаться иностранным игроком.
12 января 2005 года «Лос-Анджелес Гэлакси» обменял Алехандро Морено и Криса Алоизи в «Сан-Хосе Эртквейкс» на Тодда Данивэнта и Стива Кронина, также клубы обменялись пиками Супердрафта MLS 2005. За «Сан-Хосе Эртквейкс» он дебютировал 2 апреля 2005 года в матче стартового тура сезона против «Нью-Инглэнд Революшн». 16 апреля 2005 года в матче против «Чикаго Файр» забил свой первый гол за «Сан-Хосе Эртквейкс».
После сезона 2005 «Сан-Хосе Эртквейкс» переехал в Хьюстон, где был преобразован в «Хьюстон Динамо». 2 апреля 2006 года в дебютном матче «Хьюстон Динамо» в MLS, соперником в котором был «Колорадо Рэпидз», Морено забил гол.
9 мая 2007 года Морено был обменян в «Коламбус Крю» на Джозефа Нгвенью. За «Крю» дебютировал 12 мая 2007 года в матче против «Чиваса». 10 июня 2007 года в матче против «Хьюстона» забил свой первый гол за «Коламбус». Морено забил гол в матче за Кубок MLS 2008, в котором «Коламбус Крю» обыграл «Нью-Йорк Ред Буллз» со счётом 3:1.
Клуб «Филадельфия Юнион» выбрал Морено на Драфте расширения MLS, состоявшемся 25 ноября 2009 года. 25 марта 2010 года он участвовал в инаугуральном матче «Филадельфии Юнион», соперником в котором был «Сиэтл Саундерс». 8 августа 2010 года в матче против «Далласа» забил свой первый гол за «Филадельфию».
24 ноября 2010 года на Драфте расширения MLS Морено выбрал клуб «Ванкувер Уайткэпс», который в тот же день обменял его в «Чивас США» на распределительные средства. За свой второй лос-анджелесский клуб он дебютировал 19 марта 2011 года в матче стартового тура сезона против «Спортинга Канзас-Сити». 2 апреля 2011 года в матче против «Торонто» забил свой первый гол за «Чивас». По окончании сезона 2012 «Чивас США» не продлил контракт с Морено.
Морено был доступен на Драфте возвращений MLS 2012, но остался невыбранным.

### Карьера в сборной
За сборную Венесуэлы Морено дебютировал 18 февраля 2004 года в товарищеском матче со сборной Австралии. 20 августа 2008 года в товарищеском матче со сборной Сирии забил свой первый гол за сборную Венесуэлы. Принимал участие в Кубке Америки 2011.

### Карьера комментатора
С марта 2013 года Морено комментирует футбол на телеканалах сети ESPN. В 2013 году также комментировал матчи «Филадельфии Юнион» на местном региональном телеканале.

## Достижения
Командные
 «Лос-Анджелес Гэлакси»
- Чемпион MLS (обладатель Кубка MLS): 2002
- Победитель регулярного чемпионата MLS: 2002

 «Сан-Хосе Эртквейкс»
- Победитель регулярного чемпионата MLS: 2005

 «Хьюстон Динамо»
- Чемпион MLS (обладатель Кубка MLS): 2006

 «Коламбус Крю»
- Чемпион MLS (обладатель Кубка MLS): 2008
- Победитель регулярного чемпионата MLS: 2008, 2009

## Статистика

### Клубная статистика
| Выступление          | Выступление      | Выступление      | Лига | Лига | Плей-офф | Плей-офф | Кубок | Кубок | ЛЧ КОНКАКАФ | ЛЧ КОНКАКАФ | Итого | Итого |
| Клуб                 | Лига             | Сезон            | Игры | Голы | Игры     | Голы     | Игры  | Голы  | Игры        | Голы        | Игры  | Голы  |
| -------------------- | ---------------- | ---------------- | ---- | ---- | -------- | -------- | ----- | ----- | ----------- | ----------- | ----- | ----- |
| Лос-Анджелес Гэлакси | MLS              | 2002             | 12   | 0    | 5        | 0        | 3     | 1     | —           | —           | 20    | 1     |
| Лос-Анджелес Гэлакси | MLS              | 2003             | 24   | 6    | 2        | 0        | 3     | 3     | 1           | 0           | 30    | 9     |
| Лос-Анджелес Гэлакси | MLS              | 2004             | 25   | 6    | 2        | 0        | 1     | 0     | —           | —           | 28    | 6     |
| Лос-Анджелес Гэлакси | Итого            | Итого            | 61   | 12   | 9        | 0        | 7     | 4     | 1           | 0           | 78    | 16    |
| Сан-Хосе Эртквейкс   | MLS              | 2005             | 31   | 8    | 2        | 0        | 2     | 0     | —           | —           | 35    | 8     |
| Сан-Хосе Эртквейкс   | Итого            | Итого            | 31   | 8    | 2        | 0        | 2     | 0     | —           | —           | 35    | 8     |
| Хьюстон Динамо       | MLS              | 2006             | 30   | 3    | 4        | 0        | 3     | 3     | —           | —           | 37    | 6     |
| Хьюстон Динамо       | MLS              | 2007             | 4    | 0    | —        | —        | —     | —     | 4           | 0           | 8     | 0     |
| Хьюстон Динамо       | Итого            | Итого            | 34   | 3    | 4        | 0        | 3     | 3     | 4           | 0           | 45    | 6     |
| Коламбус Крю         | MLS              | 2007             | 25   | 7    | —        | —        | 0     | 0     | —           | —           | 25    | 7     |
| Коламбус Крю         | MLS              | 2008             | 27   | 9    | 4        | 1        | 2     | 0     | —           | —           | 33    | 10    |
| Коламбус Крю         | MLS              | 2009             | 22   | 4    | 1        | 0        | 1     | 0     | 5           | 0           | 29    | 4     |
| Коламбус Крю         | Итого            | Итого            | 74   | 20   | 5        | 1        | 3     | 0     | 5           | 0           | 87    | 21    |
| Филадельфия Юнион    | MLS              | 2010             | 26   | 2    | —        | —        | 1     | 0     | —           | —           | 27    | 2     |
| Филадельфия Юнион    | Итого            | Итого            | 26   | 2    | —        | —        | 1     | 0     | —           | —           | 27    | 2     |
| Чивас США            | MLS              | 2011             | 24   | 5    | —        | —        | 0     | 0     | —           | —           | 24    | 5     |
| Чивас США            | MLS              | 2012             | 22   | 2    | —        | —        | 3     | 0     | —           | —           | 25    | 2     |
| Чивас США            | Итого            | Итого            | 46   | 7    | —        | —        | 3     | 0     | —           | —           | 49    | 7     |
| Всего за карьеру     | Всего за карьеру | Всего за карьеру | 272  | 52   | 20       | 1        | 19    | 7     | 10          | 0           | 321   | 60    |

Источники: worldfootball.net, Transfermarkt, Soccerway, SoccerStats.us

### Международная статистика
| Команда   | Год   | Игры | Голы |
| --------- | ----- | ---- | ---- |
| Венесуэла |       |      |      |
| 2004      | 3     | 0    |      |
| 2005      | 1     | 0    |      |
| 2006      | 2     | 0    |      |
| 2008      | 5     | 2    |      |
| 2009      | 9     | 0    |      |
| 2010      | 8     | 0    |      |
| 2011      | 11    | 1    |      |
| 2012      | 2     | 0    |      |
| Всего     | Всего | 41   | 3    |

Голы за сборную
| №  | Дата            | Место                                               | Соперник | Голы | Результат | Турнир                            |
| -- | --------------- | --------------------------------------------------- | -------- | ---- | --------- | --------------------------------- |
| 1. | 20 августа 2008 | «Хосе Антонио Ансоатеги», Пуэрто-ла-Крус, Венесуэла | Сирия    | 4:0  | 4:1       | Товарищеский матч                 |
| 2. | 15 октября 2008 | «Хосе Антонио Ансоатеги», Пуэрто-ла-Крус, Венесуэла | Эквадор  | 2:1  | 3:1       | Квалификация чемпионата мира 2010 |
| 3. | 25 марта 2011   | «Катерин Холл Стэдиум», Монтего-Бей, Ямайка         | Ямайка   | 0:2  | 0:2       | Товарищеский матч                 |

Источник: National Football Teams